# Каїн-Єлга (Белебеївський район)
Каї́н-Єлга́ (рос. Каин-Елга, башк. Ҡайынйылға) — присілок у складі Белебеївського району Башкортостану, Росія. Входить до складу Тузлукушівської сільської ради.
Населення — 91 особа (2010; 89 в 2002).
Національний склад:
- башкири — 60 %
- татари — 37 %